# Chandrakirti
Chandrakirti (7. Jahrhundert) war ein bedeutender indischer Philosoph des Mahayana-Buddhismus und Kommentator der Madhyamaka-Philosophie des Nagarjuna in der Zeit des frühen indischen Mittelalters. Besonders bekannt ist sein Madhyamakavatara (tib.: dbu ma la 'jug pa; „Eintritt in den Mittleren Weg“).

## Übersetzungen
Übersetzungen des Madhyamakavatara:
- Geshe Rabten (translator, commentator) Stephen Batchelor (translator, editor) (1983). Echoes of Voidness, London : Wisdom Publications
- Huntington, C. W. (1989). The Emptiness of Emptiness. University of Hawaii Press
- Geshe Kelsang Gyatso. Ocean of Nectar: Wisdom and Compassion in Mahayana Buddhism. London: Tharpa Publications, 1995.
- Padmakara Translation Group (2002). Introduction to the Middle Way (Candrakirti's Madhyamakāvatāra with Mipham Rinpoche's Commentary). Shambhala
- Introduction to the Middle Way: Chandrakirti's Madhyamakavatara with commentary by Dzongsar Jamyang Khyentse Rinpoche, edited by Alex Trisoglio, Khyentse Foundation, 2003